# 이베트 길베르

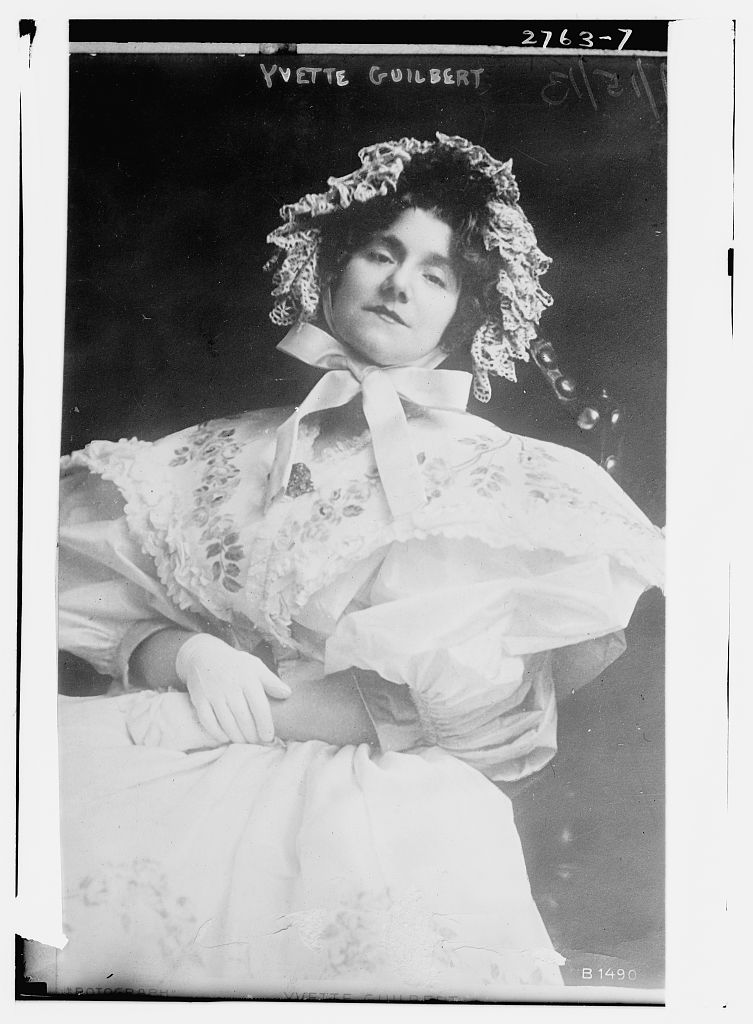
1913년

이베트 길베르(프랑스어: Yvette Guilbert, 1865년 1월 20일 ~ 1944년 2월 3일)는 벨 에포크의 무렵에 활약했던 위대한 여성가수이다.
프랑스 파리에서 태어나, 어린 시절을 노르망디에서 보냈다. 18세로 마네킨이 되고, 23세 때 희극 여우로서 첫무대에 올랐다. 이윽고 노래를 부르기 시작하였으며, '디방 자포네', '물랭루주' 등의 대스타가 되었다. 샹송의 딕션(語法)을 확립시켜, 후진에게도 큰 영향을 미쳤다.
1944년 79세의 나이로 엑상프로방스에서 사망했다. 파리 페르 라셰즈 묘지에 안치되었다.

## 같이 보기
- 헬레나 (몬태나주)